# Puranattukara
Puranattukara es una ciudad censal situada en el distrito de Thrissur en el estado de Kerala (India). Su población es de 10655 habitantes (2011). Se encuentra a 8 km de Thrissur y a 76 km de Cochín.

## Demografía
Según el censo de 2011 la población de Puranattukara era de 10655 habitantes, de los cuales 5092 eran hombres y 5563 eran mujeres. Puranattukara tiene una tasa media de alfabetización del 96,54%, superior a la media estatal del 94%: la alfabetización masculina es del 98%, y la alfabetización femenina del 95,21%.